# Parvenü
Ein Parvenü (auch: Parvenu, von französisch: parvenir „zu etwas gelangen“) oder Emporkömmling / Neureicher ist eine in der ersten Generation zu Reichtum gekommene (bzw. in einen höheren gesellschaftlichen Stand/Status aufgestiegene) Person, der die Unfähigkeit unterstellt wird, sich an die Umgangsformen und Konventionen sogenannter besserer Kreise (Milieus der Mittel- oder Oberschicht) anzupassen, von der also behauptet wird, teils noch den Umgangsformen ihres Herkunftsmilieus verhaftet zu sein und somit „in der Bedürftigkeit nicht mehr und im Überfluss noch nicht zu Hause“ zu sein.

## Zum Begriff

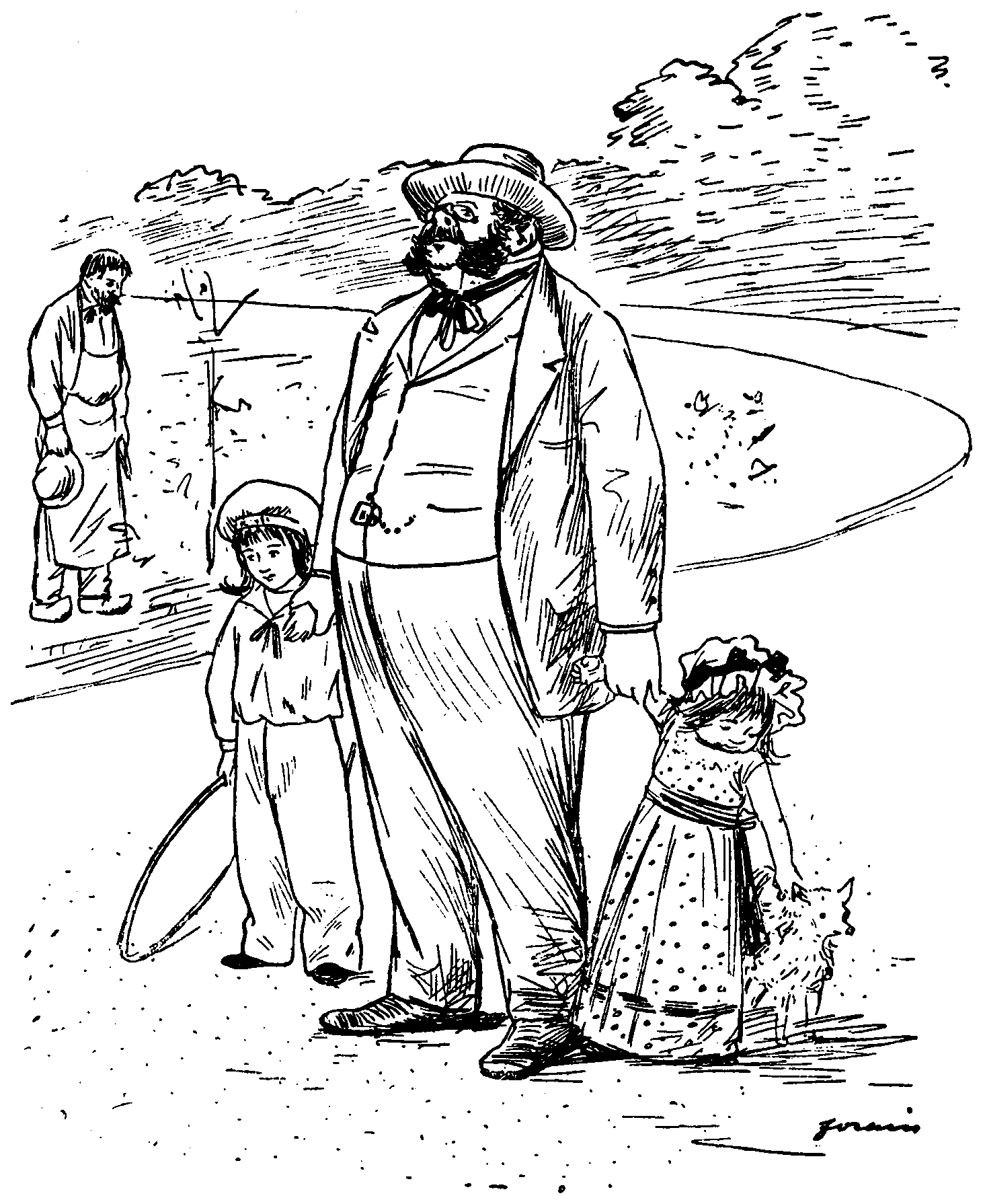
Die Parvenüs, Karikatur von J. Forain

Es handelt sich um einen abfälligen Ausdruck mit der Nebenbedeutung des Unkultivierten und Ungebildeten, der besonders vom Adel für Aufsteiger am Hofe gebraucht wurde. Entsprechend wurden später auch Neureiche (sogenanntes „Neues Geld“) von den traditionell Wohlhabenden (sogenanntes „Altes Geld“) ebenfalls abschätzig als „Parvenüs“ bezeichnet.
Während es sich bei den Begriffen „sozialer Aufstieg“ und „Aufsteiger“ eher um sachlich-neutrale (oder sogar positiv besetzte) Bezeichnungen handelt, sind „Parvenü“ und „neureich“ abwertende Bezeichnungen.
Die oft als Schmäh- oder Schimpfworte verwandten Begriffe implizieren eine Diskrepanz zwischen Zunahme an wirtschaftlichem Kapital und einer Nicht-Zunahme des kulturellen Kapitals. (Der US-amerikanische Mythos „vom Tellerwäscher zum Millionär“ beispielsweise lässt sich auch als ein allein auf wirtschaftlichem Erfolg beruhender Aufstieg in der sozialen Hierarchie verstehen.) Umgekehrt verhält es sich in der Regel bei Angehörigen der Bohème, die zwar Bildung, Kunst-Konzepte, Kunst-Schaffen etc. vorweisen können, aber häufig kaum Geld.
Der Begriff „Emporkömmling“ ist eine Übersetzung von Philipp von Zesen für das Wort Parvenü. Im englischen Sprachraum gilt nouveau riche als Gegenbegriff zum old money. Vergleichbare Begriffe sind schon seit der Römerzeit bekannt, so beim Homo novus (deutsch: neuer Mann). In der späten Habsburgermonarchie wurden die neuadligen Besitzbürger als Zweite Gesellschaft bezeichnet.
Der Verleger Maximilian Harden prägte 1895 für Berlin den Begriff „Parvenupolis“, den der Unternehmer Walther Rathenau 1899 zitierte.

## Parvenü-Konzept Hannah Arendts
Im engeren Sinne wird der Begriff von der politischen Theoretikerin Hannah Arendt verwendet, die in ihrer Auseinandersetzung mit der Geschichte des Judentums in Europa, insbesondere in ihrer Habilitationsschrift Rahel Varnhagen. Lebensgeschichte einer deutschen Jüdin aus der Romantik, nach Aufstieg und Assimilation strebende Juden als Parvenus bezeichnet, die wegen der überwiegend antijüdischen Haltung der sie umgebenden Gesellschaften ihr Ziel einer Verschmelzung mit der jeweiligen Nationalität nicht erreichen können und sich in eine Art Selbstbetrug verstricken. Dichotomisch benutzt sie dazu den Begriff des Paria, als Bezeichnung für sich der Assimilation verweigernde Juden. Das Begriffspaar Paria und Parvenu kann sich nach Arendt aber auch allgemein auf Personen beziehen, die in einer Gesellschaft eine Außenseiterposition einnehmen, bzw. diese erfolglos zu überwinden trachten.